# والتر ألان هال
والتر ألان هال هو سياسي كندي، ولد في 24 أغسطس 1867 في كندا، وتوفي في 4 أغسطس 1944. حزبياً، نشط في الحزب الليبرالي الكندي. وقد انتخب عضو مجلس العموم الكندي.